# بينيت فودي
بينيت فودي (بالإنجليزية: Bennett Foddy)‏، من مواليد 1978، وهو مطور لعبة فيديو أسترالي مستقل، يقيم في مدينة نيويورك الأمريكية، وهو من أشتهر بتطوير لعبتي كواوب وغيتنغ أوفر إت.

## روابط خارجية
- بينيت فودي على موقع IMDb (الإنجليزية)
- بينيت فودي على موقع ديسكوغز (الإنجليزية)